# Los Angeles Galaxy 2000
Questa voce raccoglie le informazioni riguardanti il Los Angeles Galaxy nelle competizioni ufficiali della stagione 2000.

## Stagione
Durante la stagione, i Galaxy giocano un buon calcio, attestandosi al quinto posto in campionato e raggiungendo le semifinali play-off ed in U.S. Open Cup. Conquistano il primo titolo internazionale, battendo in finale di CONCACAF Champions' Cup l'Olimpia per 3-2, grazie alla doppietta di Ezra Hendrickson e la rete di Cobi Jones.

## Organico
Di seguito la rosa aggiornata al 26 marzo 2000.

### Rosa 2000
| N. |                          | Ruolo | Calciatore              |
| -- | ------------------------ | ----- | ----------------------- |
| 1  | Stati Uniti (bandiera)   | P     | Matt Reis               |
| 2  | Stati Uniti (bandiera)   | D     | Danny Pena              |
| 3  | Stati Uniti (bandiera)   | D     | Greg Vanney             |
| 4  | Stati Uniti (bandiera)   | D     | Robin Fraser (capitano) |
| 5  | Stati Uniti (bandiera)   | D     | Steve Jolley            |
| 6  | Stati Uniti (bandiera)   | D     | Jorge Salcedo           |
| 7  | Stati Uniti (bandiera)   | D     | Zak Ibsen               |
| 8  | Messico (bandiera)       | A     | Jose Retiz              |
| 9  | Stati Uniti (bandiera)   | A     | Seth George             |
| 10 | El Salvador (bandiera)   | C     | Mauricio Cienfuegos     |
| 11 | Stati Uniti (bandiera)   | A     | Sasha Victorine         |
| 12 | Nuova Zelanda (bandiera) | C     | Simon Elliott           |
| 13 | Stati Uniti (bandiera)   | A     | Cobi Jones              |

| N. |                                      | Ruolo | Calciatore       |
| -- | ------------------------------------ | ----- | ---------------- |
| 14 | Stati Uniti (bandiera)               | C     | Clint Mathis     |
| 15 | Stati Uniti (bandiera)               | C     | Peter Vagenas    |
| 16 | Stati Uniti (bandiera)               | C     | Joe Franchino    |
| 17 | Saint Vincent e Grenadine (bandiera) | D     | Ezra Hendrickson |
| 20 | Stati Uniti (bandiera)               | D     | Paul Caligiuri   |
| 21 | Stati Uniti (bandiera)               | C     | Roy Myers        |
| 22 | Stati Uniti (bandiera)               | P     | Kevin Hartman    |
| 23 | Stati Uniti (bandiera)               | D     | Danny Califf     |
| 25 | El Salvador (bandiera)               | C     | Marvin Quijano   |
| 27 | Stati Uniti (bandiera)               | A     | Thomas Serna     |